# Occidryas suprafusa
Occidryas suprafusa är en fjärilsart som beskrevs av Comstock 1926. Occidryas suprafusa ingår i släktet Occidryas och familjen praktfjärilar. Inga underarter finns listade i Catalogue of Life.